# 사쿠라이 쇼고
사쿠라이 쇼고(일본어: 桜井 鐘吾, 1984년 4월 3일 ~ )는 일본의 전 축구 선수이다.

## 구단 경력
과거 미토 홀리호크에서 활동하였다.